# Кустолове
Ку́столове — село в Україні, у Драбинівській сільській громаді Полтавського району Полтавської області. Населення становить 354 осіб. Колишній центр (до 2017) Кустолівської сільської ради.
День села — 23 вересня.

## Географія
Село розташоване за 18 км на південь від смт Нові Санжари, за 10 км від залізничної станції Нові Санжари, за 5 км до траси Полтава — Нехвороща. Село стоїть на річці Кустолове, вище за течією примикає село Варварівка, нижче за течією на відстані 0,5 км розташоване село Галущина Гребля, на протилежному березі — село Малі Солонці.

## Походження назви
Здавна на берегах річки Кустолове ростуть численні кущі та верболіз, вважають, що назва села походить від слова «кущ».

## Історична довідка
Село засновано 1700 року.
За даними на 1859 рік у власницькому селі, центрі Кустолівської волості Кобеляцького повіту Полтавської губернії, мешкало 451 особа (226 чоловічої статі та 225 — жіночої), налічувалось 89 дворових господарств, існували православна церква та завод, відбувалось 2 щорічних ярмарки.
У 1859 році Кустолове було центром волості, що належала до Кобеляцького повіту.
З 1923 року Кустоловська сільська рада входить до складу Новосанжарівського району. Їй підпорядковувалися села Василівка і Кустолове, хутори Губівка, Малі Солонці, Мар'янівка.
У 1926 році в Кустоловому кількість населення становила 770 осіб, кількість дворів — 152. 1930 людей примушували погоджуватися на нову форму кріпацтва — роботу в колгоспах. Комуністи створили їх тут чотири. Ці установи модерували голодоморні акції більшовиків, які наймали буксирів для вилучення усіх продуктів. Тоді ж кількість населення відчутно зменшилася, що згодом комуністи приписували рокам німецької окупації.
У 1937 році на базі колишнього радгоспу було засновано туберкульозний диспансер.
Під час Другої світової Війни частина людей евакуювалася на роботи у Німеччину, уникнувши примусової мобілізації до сталінського війська у 1943.
На території села у 1948 році працювали колгоспи: «Перемога», ім. Щорса, ім. Пархоменка, «16-річчя Жовтня» та «13-річчя Жовтня».
З кінця 1950-х до складу Кустолівської сільської ради входять села Богданівка та Варварівка, органом місцевого самоврядування яких стала Богданівська сільська рада у 1995 році.
У 1965 році було здано нове приміщення Кустолівської дільничої лікарні. У листопаді 1976 року запрацювала Кустолівська автоматична телефонна станція. У 2006 році було введено в дію сільський водогін по вулиці Поштовій.
12 червня 2020 року, відповідно до розпорядження Кабінету Міністрів України № 721-р «Про визначення адміністративних центрів та затвердження територій територіальних громад Полтавської області», село увійшло до складу Драбинівської сільської громади[1].
19 липня 2020 року, в результаті адміністративно - територіальної реформи та ліквідації  Новосанжарського району, село увійшло до складу новоутвореного Полтавського району[2].

## Населення

### Мова
Розподіл населення за рідною мовою за даними перепису 2001 року:
| Мова       | Кількість | Відсоток |
| ---------- | --------- | -------- |
| українська | 340       | 96.05%   |
| російська  | 14        | 3.95%    |
| Усього     | 354       | 100%     |

## Економіка
- ПАФ «Кустолівська».

## Об'єкти соціальної сфери
- Школа.

## Відомі люди
- Діхтяр Олекса Іванович — український письменник, перекладач і педагог (псевдонім — Д. Аскело);
- Кибкало Михайло Мусійович — Герой Радянського Союзу;
- Співак Марк Сидорович — голова Донецького облвиконкому (червень 1949 — серпень 1950 рр.)
- Чухліб Тамара Василівна — депутат Верховної Ради УРСР 8-9-го скликань.